# Districten van Afghanistan

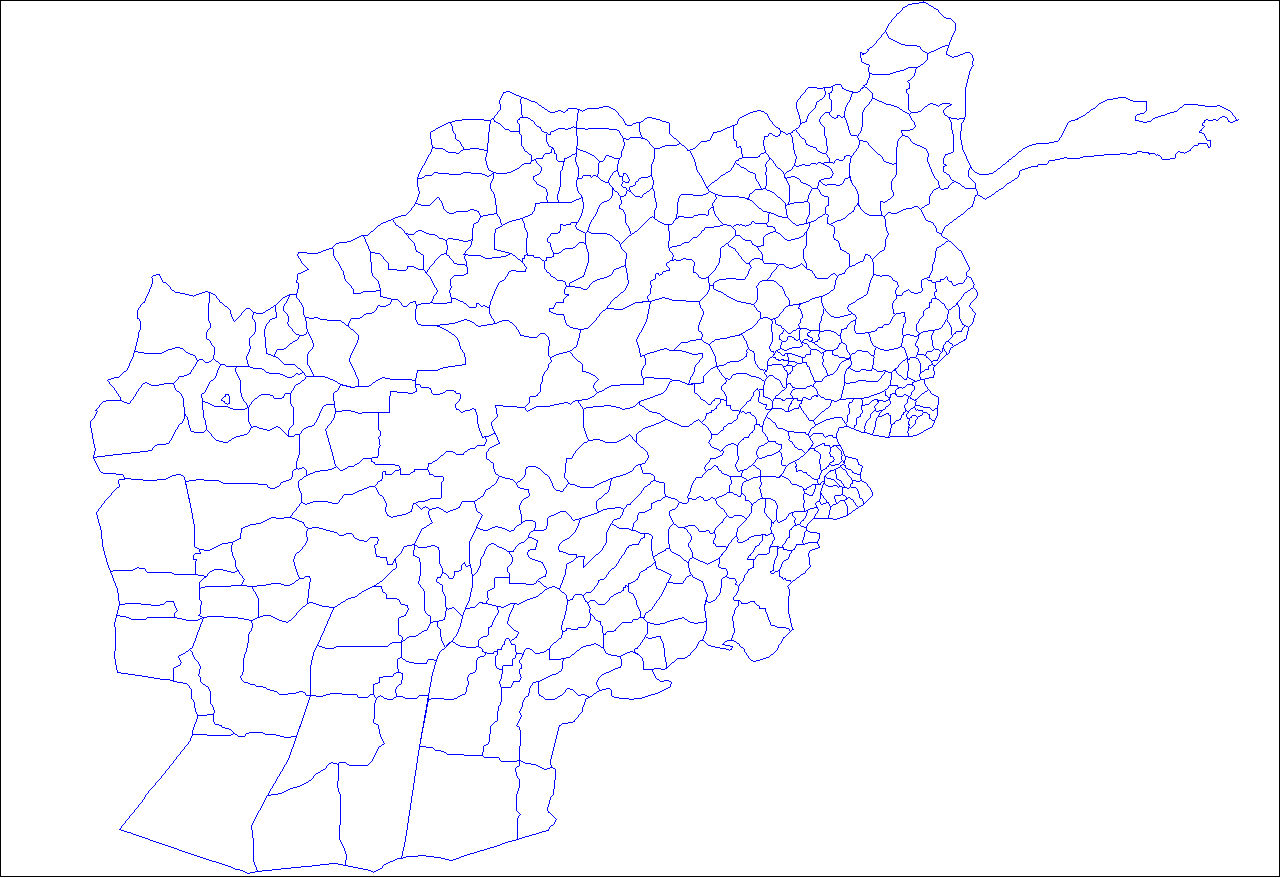
districten van Afghanistan

Afghanistan bestaat uit 34 provincies, of velayat (Dari: ولایت, wilāya; Pasjtoe: ولایت, wilāya), die weer zijn onderverdeeld in totaal 398 districten (Dari: ولسوالی‌, vulusvāli; Pasjtoe: ولسوالۍ, (wuləswāləi).
Het aantal districten in Afghanistan is niet altijd hetzelfde geweest. Voor 1979 waren er 325 districten. Hierna werden het er 329, en in 2004 bij een grote reorganisatie groeide het aantal tot 397. Nu, in juni 2005, zijn er 398 districten, verdeeld over de 34 provincies. Dit aantal kan nog veranderen met verdere administratieve reorganisaties.
De districten zijn onderverdeeld in gemeenten en dorpen. De verhouding met de provincies en districten is onduidelijk. Waarschijnlijk is een deel van het gebied niet ingedeeld in gemeenten en dorpen. Wellicht maakt een deel van de dorpen deel uit van gemeenten. De aanduidingen in de ambtstalen zijn niet beschikbaar.

## Paktiyā
De provincie Paktiyā is onderverdeeld in 11 districten:
- Ahmadabad, heeft samen met het district Sayid Karam 96 plaatsen
- Chamkani, met 37 plaatsen
- Dand-Wa-Patan, met 29 plaatsen
- Gardez, met 97 plaatsen
- Jaji, met 60 plaatsen
- Jani Khel, met 60 plaatsen
- Lija Ahmad Khel (ook Lazha Mangal), met 57 plaatsen
- Sayid Karam, heeft samen met het district Ahmabad 96 plaatsen
- Shwak, met 20 plaatsen
- Wuza Zadran (ook Jadran), met 49 plaatsen
- Zurmat, met 158 plaatsen